# Pomník obětem bitvy u Guntramovic
Pomník obětem bitvy u Guntramovic se nachází u Kaple svatého Jana Nepomuckého jihozápado-západně od obce Horní Guntramovice (části vesnice Guntramovice, části obce Budišov nad Budišovkou) a severovýchodně od Červené hory, v okrese Opava v Moravskoslezském kraji.
Pomník byl vybudován jako připomínka nad hrobem rakouských a pruských vojáků padlých v bitvě u Guntramovic, která se odehrála 28. června 1758 v rámci sedmileté války. Rakouský generál Ernst Gideon von Laudon zde zaútočil na pruský zásobovací konvoj. Boj trval asi pět hodin a Laudon byl nucen ustoupit. Důležitým výsledkem bylo zpomalení pruského konvoje, což mělo rozhodující vliv v jeho následné větší bitvě u Domašova (30. června) a na ukončení celé pruské invaze na Moravě.
Pomník, který se nachází v nadmořské výšce 679 m a jehož renovace proběhla v roce 1998, je kamenná zděná mohyla ve tvaru čtyřbokého komolého jehlanu. Na vrcholu je umístěn kovový kříž na kterém visí Ježíš Kristus. Na pomníku je deska s nápisem:
| „ | ZDE SE NACHÁZÍ HROMADNÝ HROB VOJÁKŮ PADLÝCH V BITVĚ U GUNTRAMOVIC V ČERVNU 1758 Smíření ve společné smrti ... | “ |

Od roku 2002 je zde pravidelně sloužena „evropská polní mše“ k uctění památky padlých na všech evropských bojištích v minulých stoletích.

## Další informace
K místu vede turistická značka.
Před pomníkem se nachází Cesta česko-německého porozumění.
Nedaleko, přibližně jiho-jihovýchodním směrem se nachází Zlatá lípa (památný strom opředený pověstmi).
Nedaleko, jiho-jihozápadním směrem se nachází skalní sopečný útvar Lávový suk Červená hora.

## Galerie

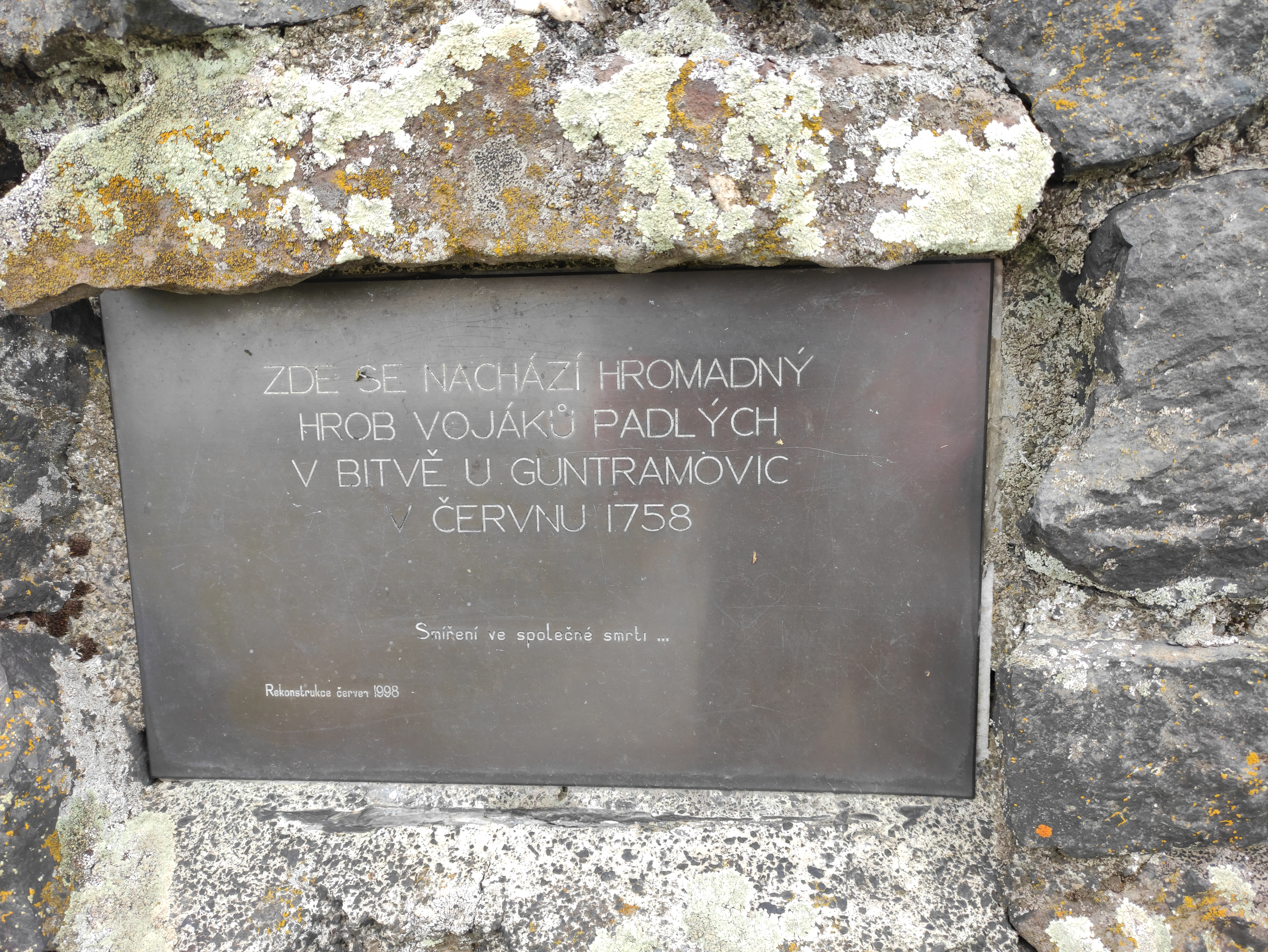
Nápis na pomníku
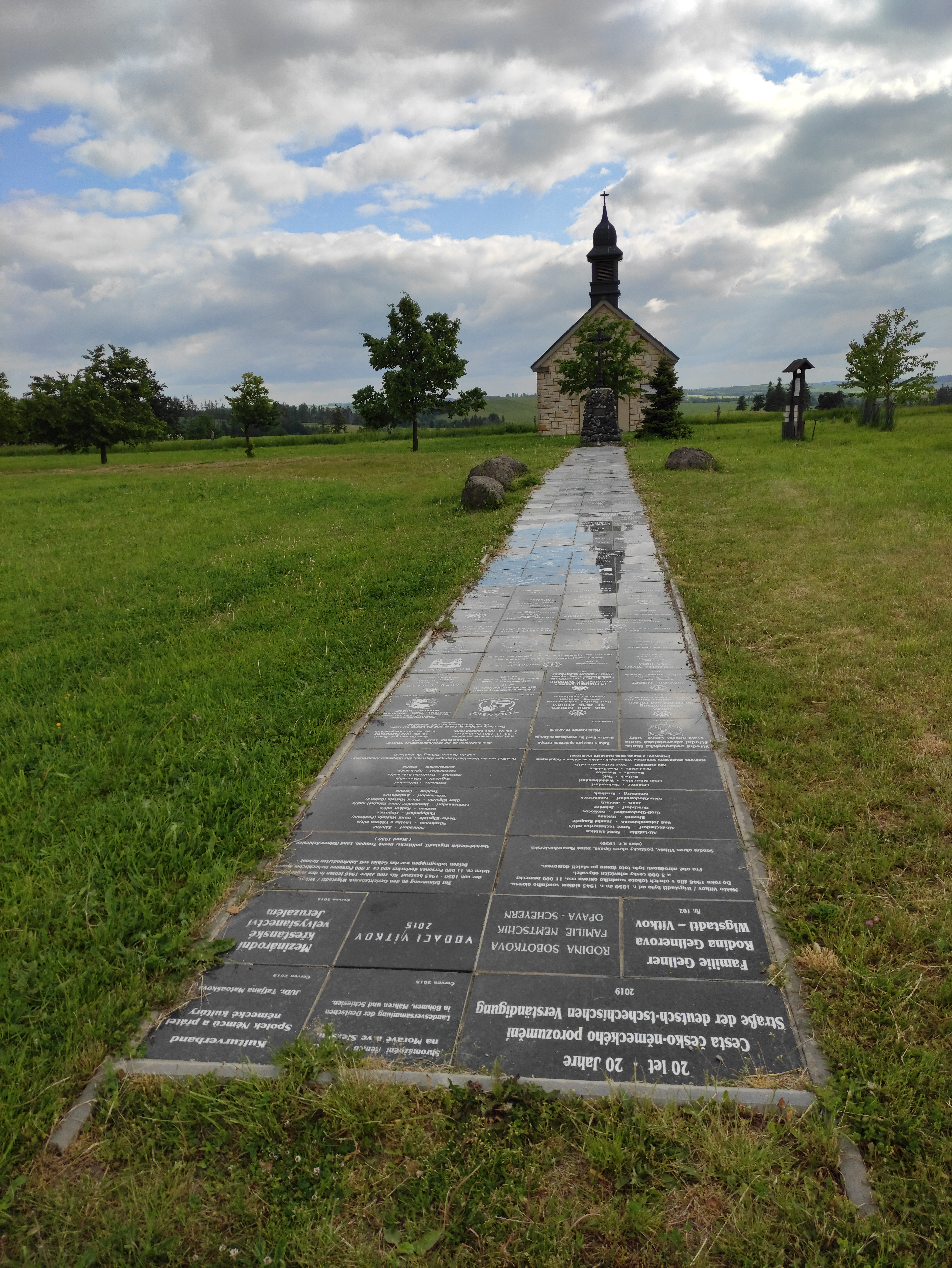
Cesta česko-německého porozumění u pomníku
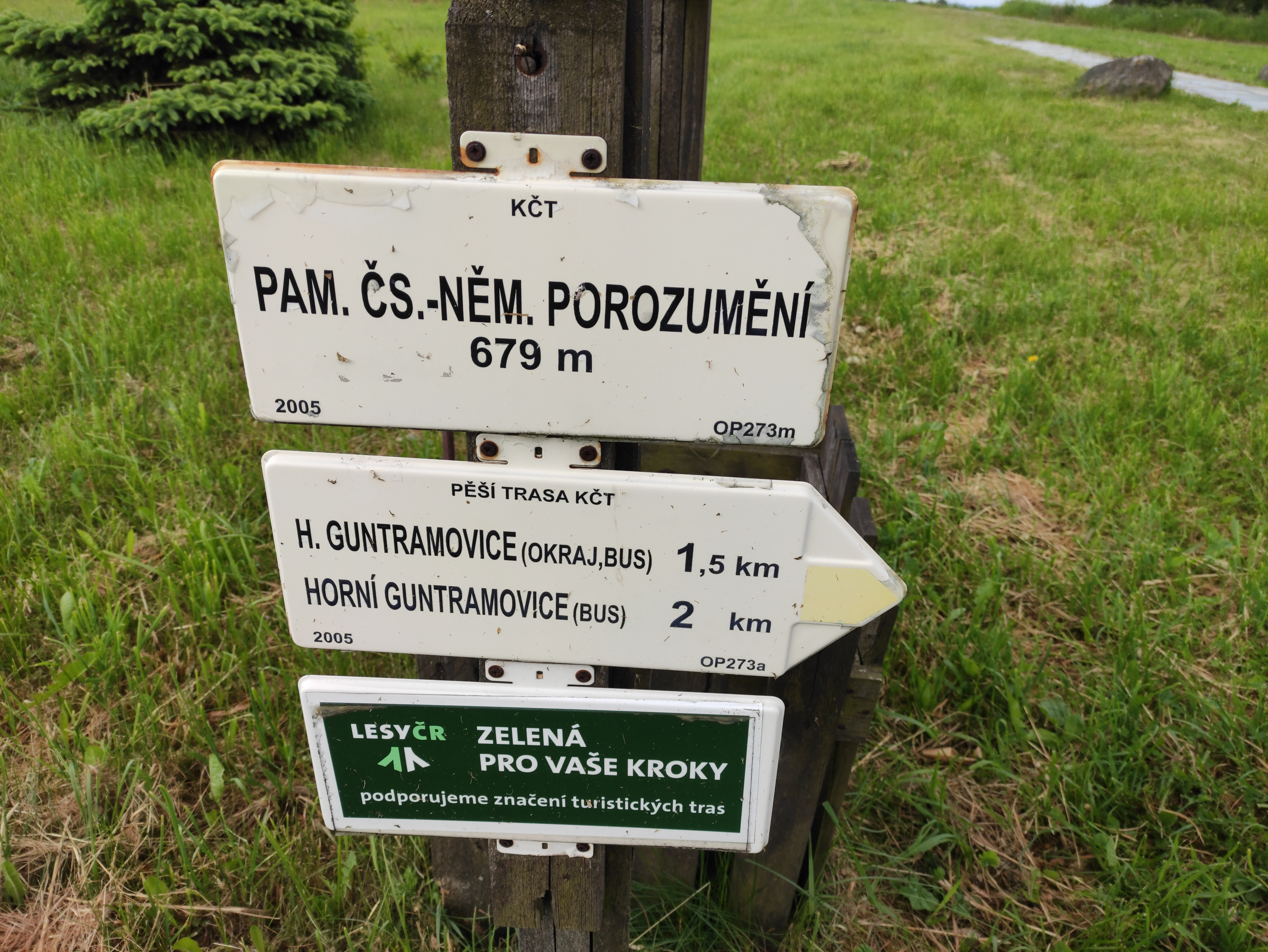
Turistický rozcestník u pomníku